# Pierre Gramegna
Pierre Gramegna (Esch-sur-Alzette, 22 aprile 1958) è un politico lussemburghese del Partito Democratico.

## Biografia
Dal 4 dicembre 2013 al 5 gennaio 2022 ha ricoperto l'incarico di ministro delle Finanze. Ha svolto incarichi in altre organizzazioni come la Banca europea per gli investimenti, la Borsa di Lussemburgo, la Asian Development Bank e la Banca Mondiale.